# 西柯街道
西柯街道是中华人民共和国福建省厦门市同安区下辖的一个街道。2022年4月8日，析置为西柯街道、美林街道。

## 行政区划
西柯镇共辖12个行政村，分别是：
西柯村、丙州村、吕厝村、浦头村、西浦村、下山头村、埭头村、官浔村、潘涂村、美星村、洪塘头村、后田村。
2022年4月8日调整后，西柯街道下辖西浦村和浦头、下山头、埭头、西柯、吕厝、丙洲、官浔、滨海、东海9个社区。

## 人物
民族英雄陈化成出生于西柯街道丙洲社区。